# Guy Julier
Guy Julier és el principal investigador en Disseny Contemporani de la University of Brighton. Participa en l'elaboració i execució d'un programa d'investigació que s'ocupa de qüestions de disseny contemporani que vincula el museu Victoria and Albert Museum, la universitat i els professionals de les indústries creatives.

## Trajectòria
En la dècada de 1980 Guy Julier va ensenyar a diverses escoles d'art, va treballar com a consultor de disseny i va cursar graus en Història de l'art (University of Manchester) i en Història del disseny (Royal College of Art). El seu doctorat, expedit per Leeds Metropolitan University va ser titulat “Disseny i transició a Espanya i Hongria” (Design and Transition in Spain and Hungary). Portat a terme per les seves obres publicades, la síntesi se centrava en les transicions polítiques i econòmiques d'aquests països en relació amb una noció més amplia de la transició mundial cap al neoliberalisme i el paper del disseny i els dissenyadors en aquest procés.
Des de 2003 fins al 2010 va ser professor honorari a la Glasgow School of Art i el 2008 va ser The William Evans Visiting Fellow a la University of Otago, Dunedin, Nova Zelanda. El 2013 va ser nomenat professor visitant a la University of Southern Denmark. Abans d'ocupar aquest lloc el 2011, Guy Julier va ser professor de disseny a la Design at Leeds Metropolitan University (2001-2011), liderant la investigació i les activitats d'investigació del postgrau en arquitectura, paisatge i disseny.
El 2005 va establir Design Leeds, una unitat de recerca i consultoria especialitzada en el disseny per al benefici social i ambiental. Va convocar i dirigir diversos esdeveniments que tractaven sobre el tema de “disseny activista” incloent el Leeds Festival of Design Activism i la conferència de 2011 Design History Society conference a Barcelona.
Amb un fort interès en la vinculació de la teoria a la pràctica, Guy Julier també busca maneres en què els acadèmics poden treballar com a defensors de la sostenibilitat ambiental i l'equitat social. Amb aquesta finalitat, era un dels directors de Leeds Love It Share It, 2008-10, una empresa comunitària que opera com un fòrum de codi obert per a les idees, el debat i l'acció a Leeds. El seu objectiu és crear nous escenaris i visions de com Leeds podria ser en el futur i per identificar les habilitats i idees que necessitarà per fer front als reptes del futur.
És membre del grup Steering Group of the Associate Parliamentary Group for Innovation and Design's enquiry into Redesigning Public Services for the House of Lords (Grup de Direcció del Grup Parlamentari Associat per a la recerca i la innovació del disseny, en els Serveis Públics i redisseny de la Cambra dels Lords).
És autor de New Spanish Design (1991), The Dictionary of Design since 1900 (1993; revisat el 2004) i The Culture of Design (2000; revisat el 2007 i més tard el 2013), juntament amb Liz Moor of Goldsmiths i la University of London, va coeditar Design and Creativity: Policy, Management and Practice (2009). A més a més, és membre del consell editorial de la revista Visual Culture I corresponsal a Londres de la revista de disseny, amb seu a Madrid, Experimenta. Va ser editor associat de la revista Design and Culture i actualment es troba al consell editorial d'aquesta.

## Línies d'investigació
Guy Julier s'interessa per temes com el pensament de disseny, les cultures de la ciutat, la regeneració urbana de disseny dirigit, la cultura de consum, disseny i activisme, l'escriptura del disseny, la innovació i la sostenibilitat social, metodologies d'investigació de disseny.
“I am interested in Design Culture and have been attributed with having developed Design Culture studies as an academic field. This concerns critical enquiry into contemporary design in society with particular attention being given to the interactions of the economic work of designers, the production of design and its significance in social practices. In this, my work includes how Design Culture studies can be both reflective as an academic discipline that engages with the social sciences and active on contemporary social and environmental challenges, leading to new forms of creative practice. I have researched design in the UK, Spain, Hungary and, more recently, Latin America and am particularly interested in how ‘peripheral' or submerged economies give rise to new configurations and objects of design culture.
My current research is focused on two fields within this. One is on the role of design in the ‘mainstream’ cultural political economy; the other is in design activism and social design and, in particular, their relationships to neoliberal frameworks. With regards to the latter, much of this extends into service and strategic design in relation to the public sector. A further research pursuit is in how these issues can be represented in the museum”
“Much of my work here is to develop a research programme that links the V&A, University of Brighton and the design profession. I'm particularly interest in 'beyond the object' design research (service design, design activism, social innovation, strategic design, public policy, urban agriculture systems -- all those current buzzwords).”

## Guy Julier i Barcelona/Espanya – New Spanish Design[5]
Guy Julier manté una relació especial amb Espanya, en concret amb Barcelona, des de la seva època d'estudiant. Va passar un temps a la ciutat comtal quan era jove i més tard va centrar el seu doctorat en la relació entre el disseny i les transicions polítiques i econòmiques, concretament Espanya i Hongria. Aquest estudi el va plasmar en el llibre que publicà el 1991, New Spanish Design. En aquest llibre recull diferents temàtiques com són: disseny gràfic, producte, urbanisme. Amb l'anàlisi d'aquestes temàtiques, Guy Julier dibuixa el panorama a la ciutat de Barcelona, ens detalla la relació entre disseny i elements de l'entorn com poden ser societat, política,urbanisme, grafisme, que estan en constant canvi amb l'objectiu de preparar la ciutat per a les Olimpiades.

## Marc educatiu, reconeixements i distincions
1997– 2000 Doctorat “Design and Transition in Spain and Hungary”, Leeds Metropolitan University. Examinadors:  Professor Barry Curtis; Professor Jeremy Aynsley; Geoff Teasdale
1986 – 1988 Royal College of Art and Victoria & Albert Museum MA (RCA) History of Design.
1984-6 City & Guilds Further Education Teacher's Certificate
1980-3 University of Manchester  B.A. (Hons.) History of Art 2:1
2008 Visiting Fellow, University of Otago, New Zealand
2005-10 Honorary Professor, Glasgow School of Art

## Publicacions

### Llibres
- Julier, G. and Moor, L. (eds) (2009) Design and Creativity: Policy, Management and Practice,[8] Oxford: Berg. Authored chapters: Moor, L. and Julier, G. ‘Introduction: The Riseof Design'; Julier, G. ‘Designing the City’; Hill, K. and Julier, G. ‘Design, Innovation and Policy at Local Level'; Julier, G. and Moor, L. ‘Conclusion: Counting Creativity’.
- Julier, G. (2008) The Culture of Design,[7] 2nd Revised Edition London: Sage. Translations: Korean (Designnet Publications); Editorial Gustav Gili (Spanish); Yilin Press (Chinese) 1st edtion shortlisted for Design History Society Scholarship Prize 2001Section reproduced in H. Clark and S. Brody (eds.) (2009) The Design Studies Reader, Oxford: Berg.
- Julier, G. (2004) Thames & Hudson Dictionary of Design since 1900[6] (revised 3rd edition) London: Thames & Hudson. Translations: Korean (Designnet Publications)
- Julier, G. (1991) New Spanish Design,[5] London: Thames & Hudson. Translations: Spanish (Destino), German (Stemmle)
- La cultura del diseño,[13] 2010, Guy Julier.

### Articles de premsa
- Unsworth, R., Bauman, I., Ball, S., Chatterton, P., Goldring, A., Hill, K. and Julier, G (2011) ‘Building resilience and wellbeing in the Margins within the City: changing perceptions, making connections, realising potential, plugging resources leaks' City, 15: 2, 181-203
- Julier, G. (2009) ‘Design and Political Economy in the UK’, Knowledge, Technology and Policy, 22:217–225
- Julier, G. (2009) ‘Value, Relationality and Unfinished Objects: Guy Julier Interview with Scott Lash and Celia Lury’, Design and Culture, 1,1: 93-113.
- Julier, G. (2008) ‘Thinking Through Design-led Urban Regeneration', BURA Journal, 1: 18-19
- Julier, G. (2007) ‘Design Practice within a Theory of Practice’, Design Principles & Practices: An International Journal, 1, 2: 43-50
- Julier, G. (2006)
- ‘From Visual Culture to Design Culture’, Design Issues, 22(1): 64-76.
- Julier, G. (2005) ‘Urban Designscapes and the Production of Aesthetic Consent’, Urban Studies, 42(5-6): 689-688.
- Julier, G. (2005) ‘Jak to robią Wielkiej Brytanii (Design Promotion in Britain)’, 2D+3D, July: 54-60.
- Julier, G. (2002) 'Re-Drawing the Geography of European Design: the Case of Transitional Countries' in Art-Omma 8, www.art-omma.org